# جيراردو فيرا
جيراردو فيرا (بالإسبانية: Gerardo Vera)‏ (1947 – 20 سبتمبر 2020) هو مخرج سينمائي، ومخرج مسرحي، وممثل، من إسبانيا، ولد في ميرافلوريس دي لا سييرا عام 1947 وتوفي يوم 20 سبتمبر 2020 بسبب مرض فيروس كورونا.

## التعليم
تعلم في جامعة إكسيتر، وجامعة كمبلوتنسي بمدريد.

## وصلات خارجية
- جيراردو فيرا على موقع IMDb (الإنجليزية)
- جيراردو فيرا على موقع ألو سيني (الفرنسية)
- جيراردو فيرا على موقع أول موفي (الإنجليزية)
- جيراردو فيرا على موقع قاعدة بيانات الفيلم (الإنجليزية)
- جيراردو فيرا على موقع كينوبويسك (الروسية)